# David Schüller
David Schüller (* 11. September 1655 in Breslau, Königreich Böhmen; † 28. Januar 1732 in Danzig, Königreich Polen)  war Akzisrat in Leipzig und sächsisch-polnischer Resident in Danzig.

## Leben
David Schüller lebte mit seiner Frau Anna Regina, einer Tochter des Bürgermeisters Gottfried George Flade von Ehrenschild, in Hirschberg in Schlesien. Beide gingen aus konfessionellen Gründen nach Breslau. Dort wurden sie angeblich ebenfalls, weil sie Lutheraner waren, für ein Jahr inhaftiert. Nach ihrer Freilassung zogen die beiden nach Danzig zu ihrer Tochter. David Schüller reiste nach Wien und erreichte eine Rehabilitierung und die Rückerstattung des Vermögens in Breslau.
1699 wurde David Schüller bald nach dem Machtantritt des sächsischen Kurfürsten August des Starken auf dem polnischen Königsthron sächsisch-polnischer Intendant und Resident in Danzig. Er unterstützte dort auch die sächsischen Truppen in den Auseinandersetzungen um den polnischen Thron und verließ die Stadt 1706, nachdem das Land an den neuen König Stanisław Leszczyński gefallen war.
Daraufhin wurde David Schüller zum Akzisrat (Accisrath, Steuereinnehmer) in Leipzig ernannt. 1709 kehrte er als Resident nach Danzig zurück, nachdem August wieder polnischer König geworden war. Dort war er auch als Kaufmann tätig.
David Schüller war ein vermögender Mann. Er  besaß unter anderem ein Grundstück in der Waisenhausstraße 18 in Dresden (1706 erwähnt), sowie den 7. Pelonker Hof bei Danzig (seit 1716). 1722 lieh er Anna Radziwiłłowa, der Ehefrau des Großkanzlers Karol Stanisław Radziwiłł, eine größere Summe Geld.
David Schüller und Anna Regina hatten einen frühverstorbenen Sohn, sowie eine Tochter, die in Danzig lebte. Deren Tochter Elisabeth war mit dem sächsischen Residenten in Danzig Peter von Wast verheiratet und erbte den 7. Pelonker Hof.